# Martin Schongauer
Martin Schongauer (kaldet Hipsch Martin, "wegen seiner Kunst") (ca. 1448 i Colmar – 1491 i Breisach am Rhein) var en tysk maler og kobberstikker. 
Martin Schongauer var søn og elev af guldsmeden Caspar Schongauer og uddannede sig i tilslutning til nederlandsk kunst, særlig Rogier van der Weyden, hvis værker han måske har set i Nederlandene og i Beaune i Frankrig. Der findes kun yderst få holdepunkter til oplysning om hans liv og datering af hans værker. Det store maleri Madonna im Rosenhag i museum i Colmar er på bagsiden troværdigt dateret 1473. Foruden dette tilskrives ham af stilistiske grunde et mindre antal malerier, der hverken er signerede eller daterede, således madonnabilleder i München og Wien og Kristi Fødsel i Berlin. 
Berømt er han især blevet ved sin virksomhed som kobberstikker. Der kendes i alt 115 blade af ham, alle signerede med hans forbogstaver men intet dateret. Ved i ydre kendetegn — formen af bogstavet M i signaturen — og stilistiske kan rækkefølgen af stikkene dog nogenlunde fastsættes. De ældste går sandsynligvis tilbage til slutningen af 1460’erne. Til dem hører Madonna kronet af Engle (Max Lehrs 40), Markedsrejsen (Lehrs 90), Den hellige Antonius (Lehrs 54), Madonna med Papegøjen (Lehrs 37) og fire blade af en Marienleben (Lehrs 5—7, 16), deriblandt det meget virkningsfulde af Marias Død. Derefter følger bl.a. hans største blad, Gangen til Golgata (Lehrs 9), en række scener af Kristi liv (Lehrs 17, 18, 4, 8, 15), en apostelrække (Lehrs 41—52); endelig regnes til hans senere og seneste blade bl.a. Den hellige Agnes (Lehrs 67), Den hellige Laurentius (Lehrs 61) og Forkyndelsen (Lehrs 2—3).
Schongauer er en typisk repræsentant for den sengotiske stil i 2. halvdel af det 15. århundrede. Med dens blanding af naturalisme og en sirlig, preciøs form, særlig fremtrædende i den meget maniererede behandling af draperierne med de utallige folder og bukler. Trangen til at give livfulde, virkelighedstro billeder viser sig ikke alene i de morsomme folkelivsblade, men giver sig også noget pågående udtryk i de religiøse skildringer; den enkle, storladne stemning, der findes både i den kunst, som ligger forud for ham, og i den, der følger umiddelbart efter, kan han ikke fastholde; men der er ofte i hans skikkelser en stor ynde og overordentlig følelsesfuldhed. Tillige er han teknisk set en af sin tids bedste kobberstikkere — det viser sig bl.a. i hans glimrende ornamentblade — og er navnlig i de senere blade nået til stor fasthed og kraft i figurfremstillingen.